# El exorcista (novela)
El exorcista es una novela de terror escrita por William Peter Blatty y publicada en 1971. Se basa en un exorcismo efectuado en 1949, y del que Blatty oyó hablar en 1950, cuando recibía clases en la Universidad de Georgetown, un centro dirigido por sacerdotes jesuitas.
El exorcismo fue parcialmente realizado en Mount Rainier, Maryland y Bel-Nor, Misuri. Varios periódicos locales informaron del sermón que un sacerdote dio a un grupo de aficionados en parapsicología, y en el que este afirmaba haber realizado un exorcismo sobre una joven de trece años llamada Regan Mannheim, tras un largo proceso que llevó más de seis semanas antes de terminar el 19 de abril de 1949.
Años más tarde se supo que en realidad había sido un niño el que fue objeto del exorcismo. Se trataba de Ronald Edwin Hunkeler, un joven de gran talento que posteriormente fue ingeniero en la NASA y realizó aportes esenciales para el éxito de la misión Apolo 11 que aterrizó en la Luna: a él se deben los paneles anticalentamiento que recubrían la nave para evitar su desintegración durante el proceso de reintroducción en la atmósfera.
La película El exorcista, dirigida en 1973 por William Friedkin, fue la adaptación fílmica de este libro. 

## Trama
El Padre Lankester Merrin es un  anciano sacerdote jesuita estudioso de las antigüedades que dirige una excavación arqueológica en el norte de Irak. Tras el hallazgo de una arcaica figurilla del diablo Pazuzu (un espíritu maligno sumerio) y una moderna medalla de San Cristóbal yuxtapuestas en el mismo lugar, una serie de siniestros presagios le hacen intuir un inminente enfrentamiento con fuerzas malignas que, como el lector sabrá más adelante, el sacerdote lleva tiempo combatiendo mediante exorcismos en toda África. 
Entretanto, en Georgetown (Washington D. C.), una joven llamada Regan MacNeil que vive con su madre —una actriz famosa— contrae una repentina y desconocida enfermedad. Tras una serie de fenómenos paranormales, la hija atraviesa una serie de terribles cambios físicos y mentales que hacen sospechar que está poseída por un espíritu diabólico.
Tras diversos e infructuosos tratamientos médicos y psiquiátricos, la madre de Regan acude a un sacerdote jesuita local en busca de ayuda. El Padre Damien Karras, que atraviesa en ese momento una crisis de fe causada por la muerte de su madre, acepta visitar a Regan como psiquiatra, pero inicialmente se niega a admitir la posibilidad de una posesión diabólica. Tras nuevas visitas a la niña, que ahora está completamente dominada por su "espíritu" diabólico, el Padre decide solicitar del obispo el permiso para efectuar un exorcismo sobre la chica. 
Tras consultas protocolarias con el responsable de los jesuitas en Georgetown, el obispo designa como exorcista al más experimentado Lankester Merrin, que ha regresado recientemente de Irak. Karras, aún tomado por la duda, será su asistente. El prolongado exorcismo pone a prueba a los sacerdotes, tanto física como mentalmente. Tras la muerte de Merrin, la tarea queda en manos de Karras quien, recuperada su fe, logra salvar la vida de Regan.

## Adaptaciones
La película El exorcista, dirigida en 1973 por William Friedkin, fue la primera adaptación de este libro. Después, se realizaron una serie de secuelas que daban continuación a la historia planteada por Blatty: El exorcista II: el hereje (1977), El exorcista III (1990), dirigida por Blatty y basada en su novela Legión, y Exorcista: el comienzo (2004).
En 2016, se estrenó su adaptación a televisión creada por Jeremy Slater, también titulada El exorcista, con dos temporadas. 